# Balduin von Antiochia
Balduin von Antiochia (* vor 1149; † 17. September 1176) war ein Prinz von Antiochia. Er war ein Sohn von Konstanze von Antiochia († 1163) und ihrem ersten Ehemann Raimund von Poitiers († 1149).
Sein älterer Bruder Bohemund III. erbte 1163 von seiner Mutter die Herrschaft über das Fürstentum Antiochia. Seine Schwester Maria hatte 1161 Kaiser Manuel I. von Byzanz geheiratet.
Um 1162 folgte er der Einladung des Kaisers zu seiner Schwester an den byzantinischen Hof nach Konstantinopel. Er trat dort der byzantinischen Armee bei. Er begleitete Kaiser Manuel 1176 auf dessen Feldzug gegen die Rum-Seldschuken. In der Schlacht bei Myriokephalon am 17. September 1176 führte er den rechten Flügel des byzantinischen Heeres, das in der Schlacht eine katastrophale Niederlage erlitt. Auch Balduin wurde in der Schlacht getötet.